# 旺出兒監藏
旺出兒监藏（藏語：དབང་ཕྱུག་རྒྱལ་མཚན་，威利转写：dbang-phyug rgyal-mtshan，？—1325年）即旺秋坚赞，藏族，藏传佛教萨迦派高僧，元朝帝师。

## 生平
旺出兒监藏的家族出身不详。《元史·释老传》载：延祐二年，“以公哥罗古罗思监藏班藏卜嗣，至治三年（1323年）卒，旺出兒监藏嗣，泰定二年（1325年）卒，公哥列思八冲纳思监藏班藏卜嗣。”
该帝师不见于藏文史籍记载。有学者认为，他可能代理过公哥罗古罗思监藏班藏卜的帝师职务，理由是根据藏文史籍记载，公哥罗古罗思监藏班藏卜于泰定四年（1327年）逝世，《元史·释老传》说公哥罗古罗思监藏班藏卜死于至治三年（1323年）的记载有误。根据《元史》的相关记载，至治元年（1321年），“命帝师公哥罗古罗思监藏班藏卜诣西番受具足戒”，这与藏文史籍《萨迦世系史》所记公哥罗古罗思监藏班藏卜于二十四岁（1322年）返回西藏相符。再根据《元史》的记载，至治二年（1322年）十一月，“遣西僧高主瓦迎帝师”，但公哥罗古罗思监藏班藏卜因故未成行（藏文史籍记载，公哥罗古罗思监藏班藏卜是于1324年启程离开萨迦的）。旺出兒监藏可能正是在公哥罗古罗思监藏班藏卜不在朝廷的该时期代理帝师职务。旺出兒监藏于泰定二年（1325年）死后，公哥罗古罗思监藏班藏卜回到大都。《元史·泰定帝本纪》载，泰定四年（1327年）二月壬午，“帝师参马亦思吉卜长出亦思宅卜卒，命塔失铁木儿组泽管修佛事”，此帝师“参马亦思吉卜长出亦思宅卜”应即公哥罗古罗思监藏班藏卜，是同一人名的不同译写。